# Batalha Naval de Vila Franca
A Batalha Naval de Vila Franca (por vezes Batalha de Ponta Delgada) foi um recontro travado no dia 26 de Julho de 1582, a sul da ilha de São Miguel, Açores, entre uma força luso-francesa, comandada por Filippo Strozzi, e uma armada espanhola (mas que incluía boa parte da armada portuguesa), comandada por D. Álvaro de Bazán, marquês de Santa Cruz, no contexto da guerra civil que se seguiu à aclamação de D. António I e à entrada de Filipe II de Espanha na posse do trono português. As forças luso-francesas foram derrotadas, D. António foi obrigado a refugiar-se na ilha Terceira, seguindo-se um enorme massacre em Vila Franca do Campo, sendo o maior de que há registo nos Açores.

## Enquadramento
Consolidada a sua posição em Portugal e segura a obediência do país, Filipe II de Espanha tinha os últimos apoiantes do pretendente ao trono D. António I dispersos pela Inglaterra e França, com o único núcleo coeso encurralado nos Açores. E mesmo nos Açores, as ilhas de Santa Maria e de São Miguel já lhe tinham jurado fidelidade, tendo à frente o bispo e o capitão do donatário em São Miguel.
Desejoso de eliminar aquele foco de resistência, e não podendo prescindir da posição geoestratégica do arquipélago no contexto do seu império ultramarino, já que a volta do largo obrigava a que os navios vindos das Caraíbas, do Atlântico Sul e da Índia demandassem aquelas latitudes, prontificava maiores forças e fazia grandes levas de gente em seus Estados para se opor às pretensões açorianas de D. António.
Tendo como único território sob o seu domínio sete ilhas nos Açores, com a Terceira à cabeça, e obtido o apoio, embora não oficial, da rainha-mãe Catarina de Médicis, que fornece o grosso das tropas e os navios,  D. António parte de Belle-Isle, na costa bretã, a 26 de Junho de 1582, acompanhado por uma armada de cerca de 50 navios grandes e 20 pequenos, com 6 000 homens de guerra, capitaneada por Filippo Strozzi, ex-marechal de França, tendo por Condestável D. Francisco de Portugal, 3.º conde de Vimioso. Num golpe de duplicidade, que custaria a vida às centenas de súbditos franceses que foram aprisionados e depois executados como corsários, a corte francesa optou por manter a paz com Castela, pelo que todos os franceses que partiram na expedição, incluindo Filippo Strozzi, o fizeram como mercenários.  Oficialmente a França e Castela estavam em paz.
Informado da expedição, Filipe I de Portugal trata de organizar uma expedição naval aos Açores, pelo que ordena a D. Álvaro de Bazán, marquês de Santa Cruz de Mudela, Capitão General de Galeras e herói indisputado de Lepanto, que parta para Sevilha, com ordem de armar quantas embarcações pudesse. Com as embarcações obtidas em Sevilha, e com outras que mandou vir de Biscaia sob o comando do Capitán General de la Armada de Guipúzcoa, D. Miguel de Oquendo, tomou o marquês o rumo, e veio ao cabo de S. Vicente, de onde passou a Lisboa a receber as últimas ordens de el-rei e o resto da frota. A expedição compunha-se de 31 embarcações de alto bordo, incluindo alguns galeões, e 5 patachos, guarnecidas de 6 000 homens sob o comando do Mestre de Campo Don Lope de Figueroa, para além de grande número de fidalgos portugueses que voluntariamente se embarcaram.
A armada partiu a 10 de Julho imediato, ficando ainda em organização nos portos da Andaluzia uma força adicional que, sob o comando de D. Juan Martínez de Recalde, se lhe deveria juntar na ilha de São Miguel tão breve quanto possível.
Porém não sabendo Filipe I qual o ponto a que se dirigiria a armada francesa, se em direitura aos Açores, ou se tentaria desembarcar entre o Douro e o Minho, ordenou extraordinárias levas por toda a Espanha, e as mandou recolher em Portugal, entregando-as a cargo de D. Fernando de Toledo para que com elas guardasse as costas marítimas.

## Desembarque luso-francês em São Miguel
A 14 e a 15 de Julho do mesmo ano de 1582 chegou à ilha de S. Miguel a frota de D. António, havendo sempre navegado com vento próspero, e ainda ali não aparecia navio algum de D. Filipe. Nesta armada vinha D.António em pessoa, e em demanda da ilha Terceira que tinha por si, e de caminho intentava reduzir a de São Miguel, onde havia grandes divisões.
Constava a armada de galeões e naus de guerra e soldados, quase todos franceses. Mandou logo embaixada para que os da ilha se rendessem e entregassem em boa paz, mas respondendo eles que se haviam de defender por serem do serviço de Filipe I, resolveu então que se verificasse o desembarque hostilmente.
Em 15, 16 e 17 do dito mês de Julho, fazendo a armada contínuos acometimentos à ilha, e descarregando-lhe muita artilhara, finalmente lançou em terra perto de três mil homens entre a vila da Lagoa e a ponta de Rosto de Cão e logo mais dentro se formaram em ordem de exército e batalha, sem que nem as vigias com a fumaça os vissem, nem de terra se lhes resistisse, antes fugiram para o interior da ilha com suas mulheres e filhos, levando além disto tudo o mais que possuíam.
Achava-se neste tempo na dita ilha Pedro Peixoto com a sua armada surta no porto; e na fortaleza, ao serviço do governador Ambrósio de Aguiar, estava D. Lourenço de Conuera; aquele muito amado do povo, e este muito afamado pela sua valentia; e sucedendo no governo das armas Martim Afonso de Melo, enteado da falecido Aguiar, suposto que legalmente eleito, não contentes de impedir que ele tomasse posse, tomaram-na eles com o pretexto de defender a ilha. Saiu portanto Conuera a buscar o inimigo, que logo encontrou e acometeu. Apenas o combate foi tomando calor, ou por medo ou por conluio com os franceses, o bravo capitão achou-se desamparado dos portugueses.
Em consequência do que lhe foi necessário retirar-se ao castelo de São Brás, onde foi recebido pelas muitas instâncias do bispo D. Pedro de Castilho, e pouco depois ali morreu das feridas que recebera. Também se retiraram para o mesmo castelo os espanhóis, e mais estrangeiros que o haviam acompanhado naquela infeliz campanha.
Não perderam com tudo isto o ânimo o dito bispo e o capitão D. João de Castilho, que sucedera a D. Lourenço de Conuera, porque resolveram defender-se. Mas Peixoto, perdendo as esperanças de ser bem sucedido, desapareceu da ilha alta noite e passou a Lisboa numa caravela. Ali, apesar de tudo, foi bem recebido por mostrar que dera à costa com a sua nau capitânia, para que D. António a não tomasse para si, como tomou as outras quatro ancoradas no porto.

### Desembarque de D. António
Desembarcou mais no mesmo porto D. António com dois mil soldados de sua guarda e muita fidalguia. Nessa altura os franceses entraram pela ilha dentro, saqueando os lugares e vilas que lhes faziam resistência, e matando 200 portugueses que se lhe opuseram e que lhe desbarataram e feriram também muita gente, com o direito natural de justa defesa.

### O recontro do Pico do Cascalho (Fenais da Luz)
Na manhã do dia 17 de Julho de 1582 uma companhia de franceses e portugueses, que depois do saque da vila da Lagoa procedia ao reconhecimento do norte da ilha, encontrou-se no lugar do Pico do Cascalho, no actual lugar de Aflitos, Fenais da Luz, com um destacamento de tropas da parte castelhana, constituído por portugueses, biscaínhos e castelhanos, que de Ponta Delgada lhe tinha partido ao encalço, travando-se violenta peleja.
De acordo com a descrição dos acontecimentos feita por Gaspar Frutuoso nas suas Saudades da Terra, na refrega morreram 25 soldados espanhóis e 50 franceses. No combate o capitão das forças pró-castelhanas D. Lourenço Cenoguera feriu mortalmente o capitão francês Roque Morea, sendo de imediato acometido por outro militar francês, de nome monsieur Ferreira, que o feriu gravemente, vindo também a falecer no dia imediato.
Na descrição do combate, Frutuoso diz: E se não mandara Deus a este tempo uma borriscada de chuva e vento, que encobriu uns e outros, nenhum espanhol escapara com vida, porque já os franceses entendiam não haver mais gente que a que aparecia ao redor daquele pico do Cascalho e eles eram muitos. Desbaratada a força pró-Filipe I, as tropas afectas ao Prior do Crato saquearam os Fenais da Luz e as quintas, vinhas e pomares da Fajã de Cima até aos arrabaldes de Ponta Delgada. A violência foi tal que D. António impôs a pena de morte a qualquer soldado do seu exército que tocasse em alguma coisa dos vizinhos de toda a ilha.
O local da refrega é hoje assinalado por um azulejo onde se pode ler: Neste lugar, chamado Batalha, se travou em 17 de Julho de 1582 um combate entre as tropas de D. António Prior do Crato e de Filipe II de Espanha, morrendo setenta e cinco soldados e um oficial. Nas imediações ergue-se o lugar da Batalha, conhecido pelo seu campo de golfe.

### Cerco ao Castelo de São Brás e retirada das forças de D. António
Desembarcadas as forças de D. António e submetida a maior parte da ilha, só Vila Franca do Campo ficou livre do saque, por ter dantes visitado, assim no mar como na terra, ao novo rei D. António. Contudo, as tropas pró-Castela entrincheiraram-se no castelo de São Brás e recusaram a rendição. Contudo, no dia 21 de Julho, dispondo-se já a render por assalto a fortaleza de São Brás, último reduto da resistência do partido castelhano, D. António soube haver chegado à vista da ilha a poderosa armada de el-rei de Castela, comandada pelo marquês de Santa Cruz, D. Álvaro de Bazán, e pelo mestre de campo D. Lope de Figueroa. Tal fez cessar as hostilidades em terra, tendo sido ordenada a retirada das forças para bordo da armada.

## A Batalha de Vila Franca
A batalha de Vila Franca foi o maior recontro de toda a campanha de Filipe I contra os insurgentes portugueses, causando ao conjunto das partes mais de 2 500 mortos. Foi a primeira batalha naval onde intervieram os grandes galeões, servindo de ensaio a novas tácticas e manobras. A vitória castelhana abriu caminho para o reforço naval de Castela, que levaria à Invencível Armada e premiou a experiência táctica do marques de Santa Cruz de Mudela, um veterano de Lepanto. O desfecho sangrento que culminou com as execuções de Vila Franca teve um importante reflexo em França, que a partir deste incidente mudou a sua postura política face a Castela.

## Chegada da armada de Castela
Com esta notícia resolveu D. António embarcar-se logo para oferecer batalha à armada castelhana, antes que chegassem as naus da Andaluzia a unir-se com as forças que já se encontravam ao largo da ilha. Com este objectivo se recolheu à sua armada na noite de 21 para 22 de Julho, com os franceses que estavam na ilha, depois de conferir sobre este particular com o conde de Vimioso, Filippo Strozzi, o senhor de Brissac e outros capitães franceses. E porque entre eles se resolveu não ser conveniente que ele assistisse à batalha, o aconselharam a retirar-se para a ilha Terceira, para a qual imediatamente partiu.
D. António desembarcou no Porto Novo, vila de São Sebastião, na manhã de 26 de Julho, na mesma ocasião em que a sul de São Miguel se desenrolava a batalha.

### Preparativos para a batalha
Então logo saiu a esquadra francesa a demandar a espanhola, na qual havia o marquês de Santa Cruz de Mudela convocado conselho de guerra, composto de D. Pedro de Toledo, mestre de campo general, do marquês de Távora, de D. Pedro Tassis, comissário geral, D. Francisco de Bobadilla, e outros oficiais, sendo todos de parecer que se combatesse, suposto não serem ainda chegadas as naus da Andaluzia.
Em consequência desta deliberação deu o marquês ordem do que se havia guardar na batalha, pela maneira seguinte: à mão direita do seu galeão São Martinho pôs o galeão São Mateus, onde ia D. Lopo de Figueiroa, e à esquerda uma urca, na qual ia D. Francisco de Bobadilla, com outras quatro naus de socorro, e os demais repartiu em seus postos, ficando-lhe atrás somente D. Cristóbal de Eraso, por se haver quebrado o mastro da nau grande em que vinha; de maneira que todas as forças do marquês consistiam em 27 naus.
Porém, não obstante o determinar-se em todos os navios mui boa ordem, não se fez coisa alguma por ora, em razão de não avançarem estas duas armadas mais de duas léguas, por ser o vento escasso e interpor-se a noite.
Assim, enquanto o marquês bordejava ao leste da ilha de São Miguel, aproximava-se à cidade de Ponta Delgada a esquadra francesa, sem que o marquês soubesse o que se passava em terra; nem teria notícia alguma disso se D. João de Castilho, que havia sucedido no cargo a Lourenço de Conuera, e se achava senhor do Castelo de São Brás, o não avisasse de noite, oferecendo-lhe socorro se necessário fosse, e dando-lhe parte das forças inimigas, que dizia constavam de 6 mil soldados em 58 pequenas embarcações e 28 navios de alto bordo. A isto respondeu o marquês, exortando a que os da terra estivessem firmes e resolutos a defender-se, porque ele com a sua armada pretendia desbaratar os franceses totalmente.

### O combate naval
Todavia no dia seguinte 23 de Julho, se apresentaram em batalha as duas armadas com igual valor, e espantoso terror de quem as via, e três dias se andaram acometendo com surriadas de tiros, sem que o tempo lhes permitisse decidirem a batalha, até que, sendo a 26 de Julho do dito ano de 1582, dia de Santa Ana, se avistaram as duas armadas em distância de légua uma da outra e 5 léguas da ilha de S. Miguel.
Achava-se então o mar em grande calmaria, mas pela volta do meio dia levantou-se uma aragem mui favorável, e desta se aproveitaram as armadas para se demandarem. Ia na frente da armada francesa a nau capitânia com o general Filippo Strozzi e o conde de Vimioso, e a almirante levava o conde de Brissac, e junto desta iam três galeões ingleses, seguindo-se as demais embarcações dispostas em muitas linhas.
Na vanguarda da armada espanhola ia a urca S. Pedro, comandada por Bobadilla; seguia-se depois desta a nau do marquês, que levava rebocada a nau de D. Cristóvão de Eraso, capitão velho, mui esforçado no mar, o qual junto de si levava a sua esquadra dos galeões da carreira das Índias. Seguia-se o galeão S. Mateus, em que ia o mestre de campo general Lopo do Figueiroa. Por ficar mais a atrás das outras, foi esta a primeira acometida da capitânia e almirante francesa e dos três galeões ingleses.
Então começou uma terrível batalha com a artilharia e arcabuzaria, da forma que se abalroaram os galeões, capitânias e almirantes, e aferrados batalharam por mais de cinco horas contínuas, até ficarem prisioneiros e mortalmente feridos os comandantes da armada francesa, o general Strozzi e o conde de Vimioso, bem como muitos outros esforçados cabos de guerra. Entre a soldadesca as baixas excederam os 1200 homens.
Filippo Strozzi, depois de ter feito acções memoráveis, foi ferido por um tiro de mosquetaria por baixo de um joelho, pelo que oprimido da fadiga e vendo a sua embarcação a ponto de ir a pique, se meteu num batel no intento de ganhar a terra, mas sendo preso e levado à presença do marquês de Santa Cruz, este mandou-o recolher ao castelo de popa da capitânia, onde consentiu que um soldado o ferisse com a espada; e depois, olhando para ele com insensibilidade e desprezo, mandou que o lançassem ao mar, não obstante o respirar ainda.
Também foi preso e ferido o conde de Vimioso, por um soldado da companhia do dito Gamboa, que ia no galeão S. Martinho. Vimioso não sobreviveu mais de dois dias aos ferimentos e à prisão.
Prenderam-se mais 80 cavaleiros e entre eles 30 senhores de vassalos, e com os outros chegaram a mais de 300 homens.
Alguns navios franceses foram afundados, muitos destroçados, e outros se foram retirando sem que já os castelhanos os pudessem seguir, por ficar a sua armada muito derrotada e com muita gente morta.
Em substância, diz a crónica coeva do historiador Antonio de Herrera y Tordesillas que perdieron los franceses ocho naves, las mejores, murieron 3300 hombres. De los Españoles 200, y heridos 500. E diz mais que o marquês não seguiu os fugitivos por se não querer decidir, por serem os navios pesados e se interpor a noite.
Porém na verdade achamos mui pequeno o número dos mortos e feridos em um combate como este, que durou tanto tempo; o que nos persuade haver aqui exageração, assim como a houve no louvor dado aos seus capitães, cujos nomes lhe não esqueceram, sem que se lembrasse de nenhum dos inimigos.
Marinheiro experiente de muitas batalhas, entre as quais a de Lepanto, o marquês de Santa Cruz soube guardar sua pessoa na praça de artilharia, governando-a debaixo da coberta, e levando as forças comandadas por Strozzi, com muito menos experiência na guerra naval, a um total desbarato.
Este combate, em que pereceram aqueles grandes cabos de guerra e outros guerreiros de grande experiência, ficou também marcado pela traição de muitos navios franceses, que não quiseram pelejar e fugiram logo que viram preso Filippo Strozzi.
Este o fim que teve a batalha naval travada a sul da ilha de S. Miguel, decerto a maior que ocorreu nos mares dos Açores e a primeira em que se enfrentaram em pleno oceano grandes galeões de alto bordo.

### Desembarque e execução dos prisioneiros
Confirmada a vitória pela retirada dos navios franceses, deu o marquês à vela para a ilha de S. Miguel, a mandar tratar dos feridos e fazer aguada; porém sobrevindo-lhe o vento contrário, não fundeou nela senão depois de quatro dias.
Primeiro que tudo dirigiu-se a Vila Franca, enchendo de terror toda aquela costa, cujos habitantes mandaram logo assegurar-lhe a sua obediência.
No dia 1 de Agosto desembarcou em terra o mestre de campo D. Francisco de Bobadilla com quatro companhias de soldados, levando no meio todos os prisioneiros franceses, aos quais em alta voz e em público cadafalso se lhes leu uma sentença que os condenava à morte, como perturbadores da paz entre França e Castela. A sentença, assinada por D. Álvaro de Bazán, mandava degolar os nobres e enforcar os outros, excepto os que não chegavam à idade de 18 anos.
E sem embargo de que esta sentença parecesse a todos mui cruel, e os mesmos soldados espanhóis assim o vozeassem com a maior liberdade, dando ocasião a que alguns principais capitães fossem pedir a derrogação dela ao marquês, nada se efectuou: porque ele dizia que só executava os mandatos de el-rei de França, que estando em paz com Castela não permitiria que súbditos seus agissem como corsários atacando a armada castelhana.
E assim se cumpriu a sentença, decapitando-se 28 cavalheiros franceses, e 50 de menor condição, enforcados além destes muitos centos de soldados e marinheiros. Estas execuções foram feitas com grande lentidão e crueza, prolongando-se por todo o dia, sendo os corpos decapitados amontoados sobre o adro da matriz de Vila Franca. Parte dos marinheiros foram enforcados no ilhéu de Vila Franca, ficando os corpos a apodrecer nas forcas como aviso aos restantes franceses que ainda andavam embarcados nas ilhas.
Quanto aos da terra, só a um fidalgo de Vila Franca, que servia de vereador da Câmara, mandou degolar, e a outras condenou em penas menores.
Em 5 de Agosto foi à mesma vila o bispo D. Pedro de Castilho, e passou a bordo da armada a visitar o marquês, que o recebeu com muitas honras militares, como pessoa que tantos serviços prestara a el-rei Católico, sendo parte principal da sua aclamação naquela ilha; e também pela conservação do castelo de São  Brás, que ele com D. João de Castilho guardaram, recolhendo dentro nele a D. Lourenço de Conuera quando se retirava do combate na ocasião em que os franceses tomaram a ilha. No mesmo dia desembarcou o marquês em terra, onde foi aceite com grande pompa, e embarcando-se para a cidade de Ponta Delgada, nela foi recebido em triunfo.

## Partida da armada castelhana
Concluídas estas visitas, embarcou-se o marquês, e deu à vela no rumo da ilha do Corvo, a fim de escoltar as naus da Índia, levando consigo 16 naus de guerra que em 3 de Agosto haviam chegada à ilha de S. Miguel, vindas de Sevilha em seu socorro. Voltando porém à dita ilha, as remeteu a Lisboa, com 7 naus em sua defesa, e nelas se foi o bispo D. Pedro de Castilho, a quem el-rei recebeu com especial agrado e fez grandes obséquios.
Então, o marquês, deixando em S. Miguel quase três mil soldados de guarnição, partiu com ambas as suas armadas, e em três dias se achou defronte da ilha Terceira, a qual sem fazer caso das cartas e embaixadas do marquês e do seu poder, lhe respondeu com tanta e tão forte artilharia, que ele desistiu da empresa e voltou a Lisboa, onde não constava ainda o sucesso desta batalha, sabendo-se apenas que ela havia começado por ter ido parar a Setúbal uma nau francesa destroçada, em que somente vinham soldados espanhóis mortos, no seio de um dos quais se achou um caderno onde havia escrito os sucessos de cada dia até àquele em que morreu.
O aparecimento desta armada diante da Terceira, foi aparentemente um gesto para aterrar os seus defensores, do qual António de Herrera diz: — Reparada la armada se fue el Marques a la lsla del Cuervo a recebir las naves de la India, y en el passar tuvo miedo don António, y se apercebia de navio ligero para huyr.
Numa Relação coeva, escrita na ilha Terceira por uma testemunha dos acontecimentos, trata-se de uma grande armada com que defronte da Terceira se apresentou o marquês de Santa Cruz, em número de 70 velas, e que os franceses foram pedir a D. António os deixasse sair a combatê-la com os 50 navios que estavam no porto, o que ele não consentiu por se lembrar da pusilanimidade com que eles acabavam de fugir defronte da ilha de S. Miguel, e com isto conclui o autor que esta armada viera somente mostrar-se à ilha, sem dar notícia de que pretendesse tomá-la, nem lhe mandasse cometer partido algum.